# 濱世市
濱世市（英語：City of Burnside）是南澳州的地方政府區域，位於阿德萊德以東。西至阿德萊德柏蘭，東至阿德萊德山，面積為2,753公頃（6,800英畝）。濱世市主要是上層中產階級住宅區，幾乎沒有工業地區、其商業區範圍亦非常小。全市超過257公頃（640英畝）的地區為公園和自然保護區，可說是阿德萊德綠化程度最高的地區。
濱世市前身為濱世區議會，並於1943年獲升格為市。濱世市被阿德萊德市、阿德萊德山區議會、金寶城市、美知咸市、諾活卑尼咸及聖彼得市、安利市包圍。
濱世市是歐洲移民遷入阿德萊德第一個定居的地區，其中早期落成的住宅區包括墨喬、濱世、巴文治、己連柯士文。在2006年的人口普查中，濱世市的SEIFA評分為1108分，是南澳州之中獲得最高分的地方政府區域。
濱世的英文地名「Burnside」是蘇格蘭蓋爾語和英語混合詞；「Burn」在蘇格蘭蓋爾語意指小溪、溪流、而「Side」則是英文的旁邊之意。

## 歷史
在歐洲人移民澳洲前，現時濱世市所在的區域是澳洲原住民加雲拿人的傳統土地上。當地原住民在夏季期間於多倫士河一帶居住，冬季期間則遷入阿德萊德山避寒。1839年，蘇格蘭移民彼得·安達臣（Peter Anderson）遷至此地定居。因為此處鄰近多倫士河，而在蘇格蘭蓋爾語中，Burn意指小溪、溪流；故他隨即將此命名為濱世（Burnside），即河畔之意。不久之後，濱世村（Village of Burnside）落成，成為區內首個住宅區。
1856年，政府刊憲濱世地區脫離東多倫士區議會，成立濱世區議會（District Council of Burnside）；首任區議會主席是彭福酒莊的家族成員克里斯托弗·彭福。最早期之時，釀酒、採礦及售賣橄欖樹是濱世區的重要經濟支柱。己連柯士文擁有大量礦藏、墨喬設有世界一流的葡萄園。
第一代區議會議事堂於1869年落成，是由時任主席喬治·蘇厄德（George Soward）設計、由托馬斯·希爾（Thomas Hill）和威廉·亞特曼（William Yateman）建造。而現時位於德士摩的市政局議事堂於1927至1928年建成。濱世區於1935年升格為自治市，其後隨著整個地區的急速增長和發展，於1943年升格為濱世市。1960年代，濱世市政局圖書館及游泳池等康樂設施啓用，後來分別在1997及2001年進行翻新工程。

## 地理

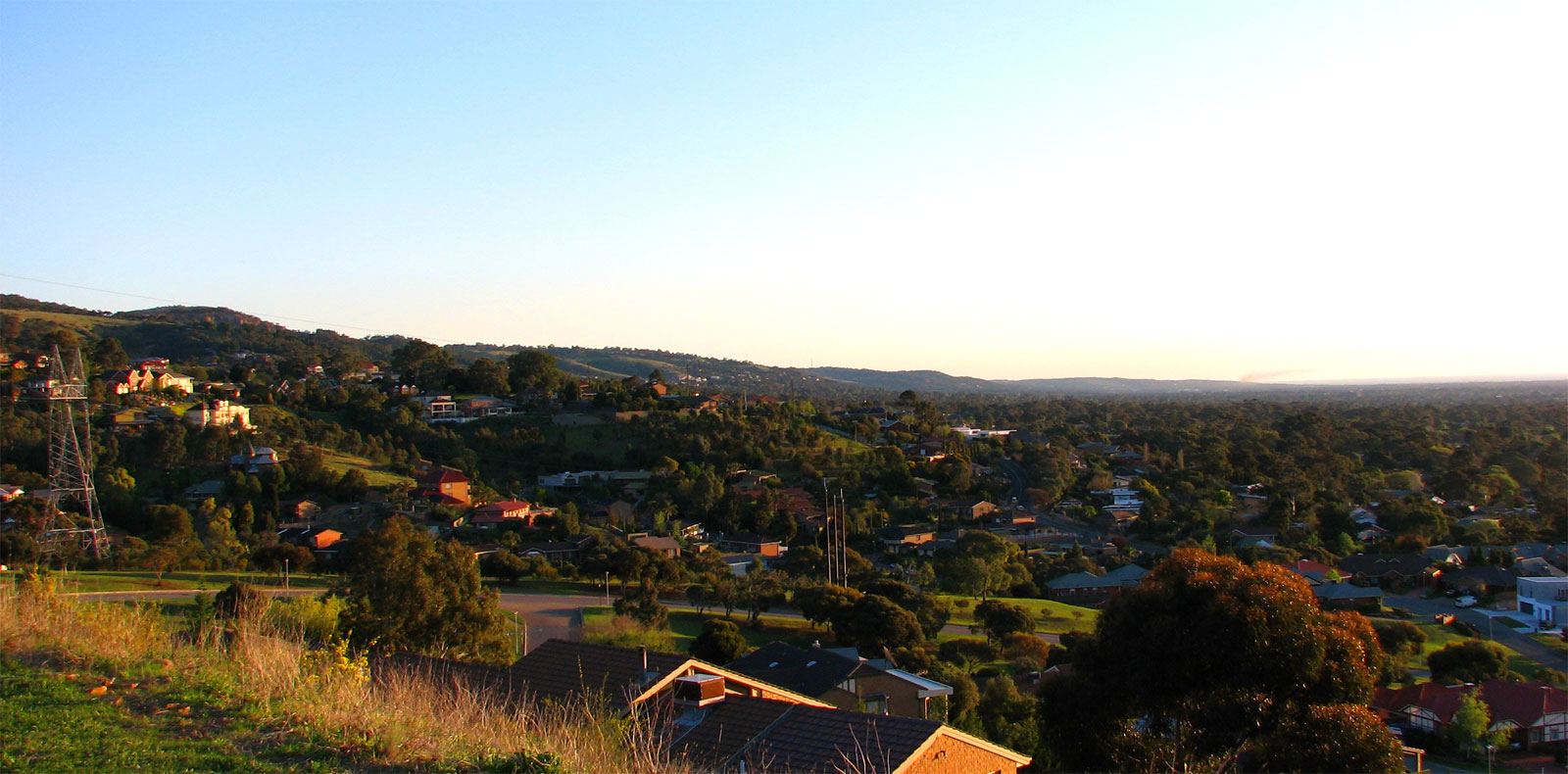
阿德萊德山向南遠眺墨喬。

濱世市面積為2,753公頃（6,800英畝），位於阿德萊德市中心的東南部。西邊主要為平原，而東邊為位於樂富泰山脈的潔蘭郊野公園，而多倫士河由山脈向西經過濱世一帶平原流出大海。
在歐洲人移民至此之前，濱世市西部所在的阿德萊德平原大部份地區是沼澤和林地。在北部的第一河及第二河的河漫灘有不少藍桉及紅桉。鄰近山腳的柯士文山及瀑布涌有更多不同種類的植物，但主要為甘露桉和藍桉。殖民地建立後，許多原生葉子被砍伐，使該地耕作及放牧之處。阿德萊德山上的園藝農業令水源減少，而部份山丘主要用於採石。早期的農作物包括橄欖，釀酒用的葡萄，小麥和大麥。隨着農業需求大大下降，現時只有墨喬和瀑布涌兩處還設有葡萄園。
二十世紀，濱世區議會雄心勃勃打算進行大規模植樹，美化和保護計劃，以減緩並扭轉對自然環境的負面影響；第一楷段將190公頃的地區劃為自然保護區及公園，區內街道共種植35,000棵樹。自1993年以來，濱世市政局實施第二期植樹計劃，比較為人熟知的公園及自然保護區包括：針八士涌、塱文自然保護區、希世活柏。

## 地域行政分區及郵政編碼
| 地區（英）         | 地區（中） | 郵便編號 |
| ------------------ | ---------- | -------- |
| Auldana            | 柯丹拿     | 5072     |
| Beaumont           | 巴文治     | 5066     |
| Beulah Park        | 巴拿柏     | 5067     |
| Burnside           | 濱世       | 5067     |
| Dulwich            | 都威治     | 5065     |
| Eastwood           | 伊士活     | 5063     |
| Erindale           | 柯連帶     | 5066     |
| Frewville          | 菲路圍     | 5063     |
| Glen Osmond        | 己連柯士文 | 5064     |
| Glenside           | 己連世德   | 5065     |
| Glenunga           | 己連倫加   | 5064     |
| Hazelwood Park     | 希世活柏   | 5066     |
| Kensington Gardens | 京盛頓花園 | 5068     |
| Kensington Park    | 京盛頓公園 | 5068     |
| Leabrook           | 利保祿     | 5068     |
| Leawood Gardens    | 禮活花園   | 5150     |
| Linden Park        | 連登柏     | 5065     |
| Magill             | 墨喬       | 5072     |
| Mount Osmond       | 柯士文山   | 5064     |
| Rose Park          | 羅士柏     | 5067     |
| Rosslyn Park       | 羅士連柏   | 5072     |
| Skye               | 士皆       | 5072     |
| St. Georges        | 聖佐治     | 5064     |
| Stonyfell          | 士敦尼埠   | 5066     |
| Toorak Gardens     | 圖勒花園   | 5065     |
| Tusmore            | 德士摩     | 5065     |
| Waterfall Gully    | 瀑布涌     | 5066     |
| Wattle Park        | 窩圖柏     | 5066     |

## 市政局
濱世市政局（英語：City Council of Burnside）是濱世市的市政機關。

### 議員
市政局為民選議會，目前有十三名議員。
| 選區                                             | 議員              | 備註 |
| ------------------------------------------------ | ----------------- | ---- |
| 市長                                             | Anne Monceaux     |      |
| 巴文治 （Beaumont）                              | Harvey Jones      |      |
| 巴文治 （Beaumont）                              | Paul Huebl        |      |
| 濱世 （Burnside）                                | Jennifer Turnbull |      |
| 濱世 （Burnside）                                | Mike Daws         |      |
| 伊士活／己連倫加 （Eastwood & Glenunga ）        | Helga Lemon       |      |
| 伊士活／己連倫加 （Eastwood & Glenunga ）        | Julian Carbone    |      |
| 京盛頓花園／墨喬 （Kensington Gardens & Magill） | Grant Piggott     |      |
| 京盛頓花園／墨喬 （Kensington Gardens & Magill） | Henry Davis       |      |
| 京盛頓公園 （Kensington Park）                   | Jane Davey        |      |
| 京盛頓公園 （Kensington Park）                   | Sarah Hughes      |      |
| 羅士柏／圖勒花園 （Rose Park & Toorak）          | Lilian Henschke   |      |
| 羅士柏／圖勒花園 （Rose Park & Toorak）          | Peter Cornish     |      |

### 選區
濱世市市長一職由直選產生，其餘十二名議員均由選區直選。全市分為六個選區，每區共有兩名議員代表：
| 選區                 | 地域行政分區                                       |
| -------------------- | -------------------------------------------------- |
| 巴文治選區           | 巴文治、禮活花園、連登柏、柯士文山、聖佐治、瀑布涌 |
| 濱世選區             | 濱世、柯連帶、士敦尼埠、窩圖柏                     |
| 伊士活／己連倫加選區 | 伊士活、菲路圍、己連柯士文、己連世德、己連倫加     |
| 京盛頓花園／墨喬選區 | 柯丹拿、京盛頓花園、墨喬、羅士連柏、士皆           |
| 京盛頓公園選區       | 巴拿柏、希世活柏、京盛頓公園、利保祿               |
| 羅士柏／圖勒花園選區 | 都威治、羅士柏、圖勒花園、德士摩                   |

### 市政局圖書館
濱世圖書館是市內唯一的公共圖書館，於濱世市政局辦事處及社區中心旁邊。圖書館開放時間為：
- 星期一至三、五：上午九時半至下午六時
- 星期四：上午九時半至下午九時
- 星期六：上午十時至下午四時
- 星期日：下午二時至五時

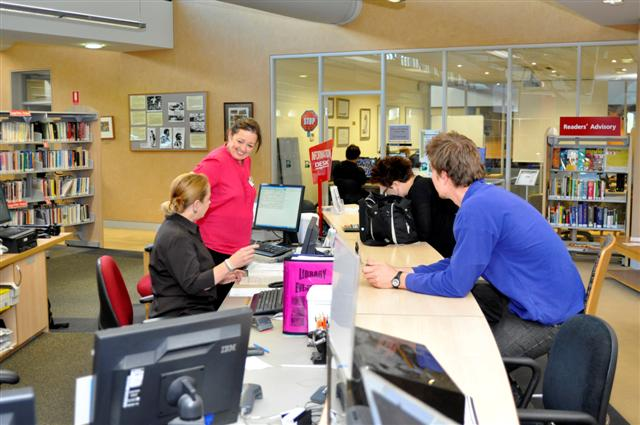
濱世圖書館

市政局圖書館提供公共電腦予持圖書證者使用，借用時間為每小時一節，每日可借用最多三小時；另外亦設無線上網、手提電話列印、影印等服務。

### 政治
濱世市在南澳州政府中，絕大部份範圍都劃分為卑吉選區內，屬於澳洲自由黨的第三大票倉。自由黨在濱世市的椿腳在巴文治附近一帶的山腳區域，而北部的諾活附近則是澳洲工黨的票倉。現任南澳州副州長及律政司習文慧，自2002年開始就一直連任為卑吉選區的議員。
在聯邦選舉中，濱世市屬於史都華選區，自由黨一直長期佔據此席超過三十年，屬自由黨的安全選區。在2007年澳洲聯邦大選中，自由黨僅險勝工黨1,712票。現任史都華選區之議員為克里斯多福·派恩，自1993年一直連任，曾任聯邦政府教育與培訓部長、眾議院領袖等重要職位。
2009年，南澳州地方政務司紀國基就濱世市政局就騷擾、霸凌和不當行為等指控發起調查，市政局批出20萬元、州政府亦撥出130萬元用於調查。後來一批前議員採取法律行動阻止公開相關調查報告。最終於2011年5月27日，最高法院裁定報告部份職權範圍有關的內容可以公開。

## 人口
2001年人口普查，濱世市人口為40,398人；對比1996年，人口增加1,308人。全市人口53.3％為女性，73.6％的人口於澳洲出生。濱世市的特徵是人口統計學中所說的「城市混合」（英語：Urban Mix），包含各種年齡、家庭和家庭類型。濱世市共有16,835戶家庭，其中10,917戶自稱為家庭。有45％的家庭代表有子女的夫婦，有11.％的家庭是單親家庭，有43.1％的是沒有子女（或子女已離家）的夫婦。大量的沒有孩子的夫婦（比阿德萊德的平均水平高出5.6％）歸功於龐大的老年人口。 60％或以上的人口中有將近四分之一（23.7％），24歲以下的人口中有近三分之一（29.9％）；成熟的成年人是最大的人口群體，佔46.4％。這表明主要由成熟家庭和退休人員組成的結構，沒有成年人的年輕人（儘管這並非濱世獨有的現象，但在阿德萊德大部分地區亦普遍）； 18至24歲年齡段的人群在1996年至2001年之間減少了330人。
有26.3％人口於外國出生，低於阿德萊德的平均水平。9％來自英語國家，而14.3％則不是。外國出生的人口（以遞減的順序）來自英國、意大利、馬來西亞、紐西蘭、德國、希臘、香港、印度、中國和南非。這個情況大體上與整個澳洲一致；不少都是來自其他英聯邦國家（如英國及紐西蘭），其他例如地中海國家及亞洲移民。
濱世市有宗教信仰的人口共71.7%，而17.7%則自稱沒有宗教信仰（無神論、不可知論等）。濱世市宗教信仰的人口比阿德萊德甚至全國的要高。67.6%信奉傳統基督宗教教派，其十大宗教／教派（以降序排列）包括：天主教、聖公宗、澳洲團結教會、東正教、信義宗、浸禮宗、佛教、長老宗、猶太教及印度教。其中在1996至2001年間，濱世市天主教信徒增加575人，而其他宗教人數則保持穩定或略有下降。

## 經濟

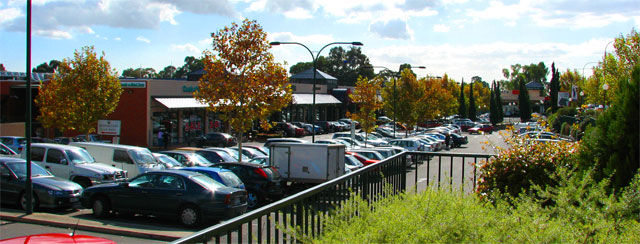
濱世村商場

濱世市沒有製造業，但仍然有以葡萄園的形式存在著少量的農業用地，不少高科技及商業寫字樓位於阿德萊德柏蘭對出。濱世市勞動人口主要分為：受僱於教育、衞生和社區服務行業（27％）；金融、保險和商業服務（22.5％）；批發和零售貿易（16％）；娛樂和個人服務（11.2％）；製造業（7.7％）。在這些行業之中，他們被分為：專業人員（35.5％）； 文員，銷售人員和服務人員（26.2％）； 準專業人員（13.7％）; 經理和行政人員（12.4％）和商人（4.8％）。

## 教育
濱世市內共有兩間官立中學，分別是己連倫加國際中學及諾活摩利亞老打中學高中部（初中部位於金寶城市）。己連倫加國際中學於1898年設立，最初是位於北邊臺的南澳礦業學院（South Australian School of Mines and Industries）。1918年，更名為阿德萊德技術中學（Adelaide Technical High School）。1963年，該校遷至現址的己連倫加；十年後更名為己連倫加中學。1990年，該校開辦國際文憑大學預科課程，校名加上國際一詞。而小學方面有濱世小學（Burnside Primary School）及連登柏小學（Linden Park Primary School），均為七年制小學。
另一間瑪麗埠中學雖然位於市外，但因為鄰近濱世市，故亦有不少居住於濱世的學生入讀。

## 文化

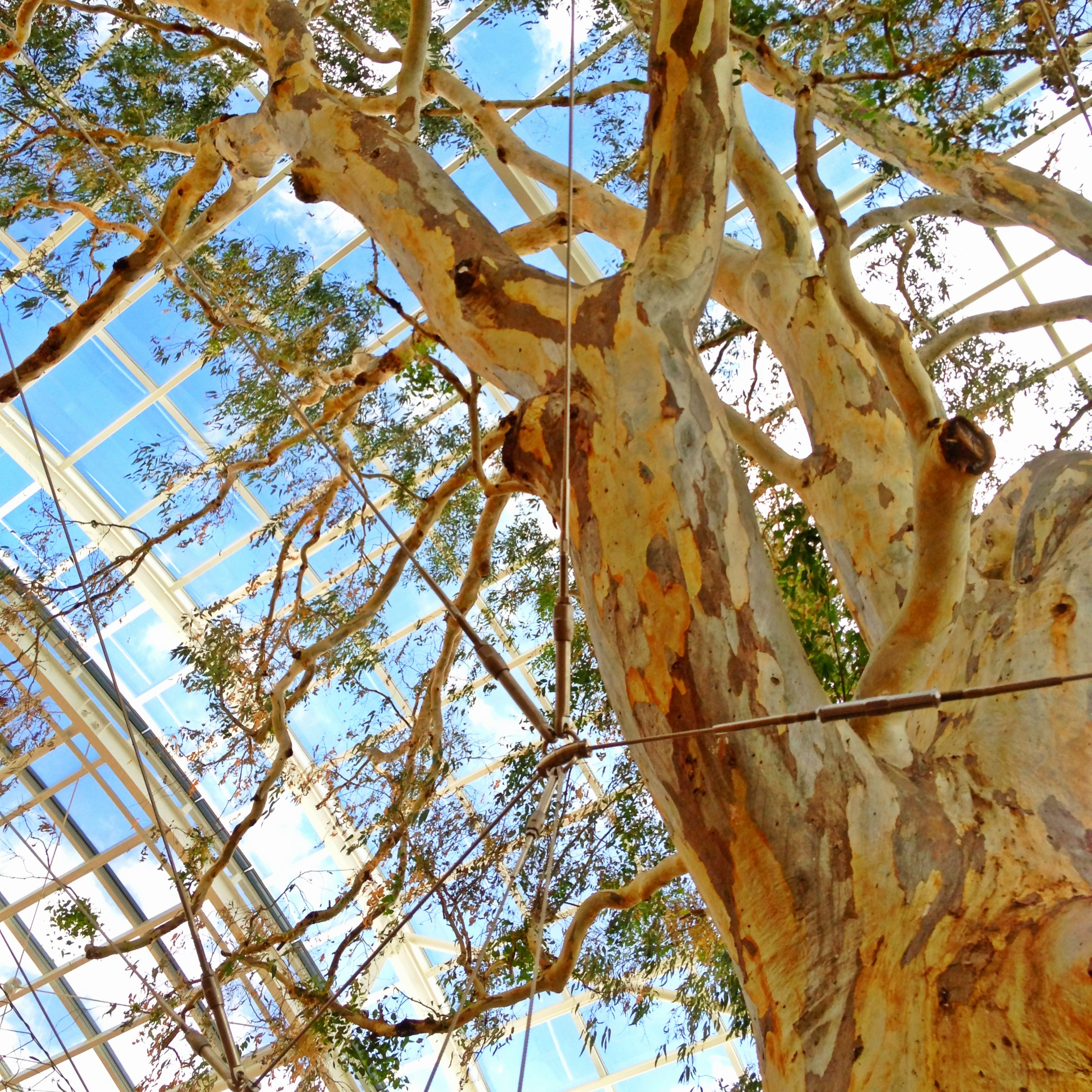
位於濱世村商場的一棟桉樹已於2013年被移除。

### 音樂
濱世交響樂團每年會於大會堂舉辦四場音樂會。此外，市政局每年都會在濱世大會堂舉行名為「Battle of the Bands」的音樂比賽。

### 建築
濱世大會堂獲評為二十世紀南澳州重要建築名冊之一。

## 基礎建設

### 醫院

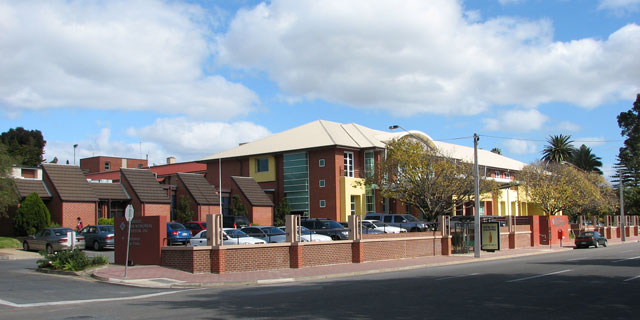
位於京盛敦道的濱世醫院。

濱世戰爭紀念醫院（一般簡稱為濱世醫院），是市內唯一的醫院。1944年，投資人奧托·格奧爾格·路德維希·範·里本（Otto Georg Ludwig van Rieben）將其住宅用於興建醫院。區議會最初建議在1943年8月建造一個社區醫院，作為戰後重建及發展委員會的一部份計劃；其成本不超過100,000鎊，並用於紀念濱世戰爭死者的紀念館。1949年4月，範·里本的住宅第一次改建工程完成，設有21個牀位。醫院曾在1956年關閉一個月，在重新開放後更至現名。濱世醫院是非營利機構，所有盈餘用於升級設施，設備和服務。
域多利皇后醫院是濱世市曾經存在的醫院，位於羅士柏富來頓道與關志路（Grant Avenue）交界，於1902年啓用；並獲得2,550英鎊的贈款。最初因為於1902年5月24日（維多利亞女皇生日）啓用而被稱為「女皇之家」。1939年，醫院更名為域多利皇后婦產科醫院（Queen Victoria Maternity Hospital），並根據1946年的醫院福利條例改組成公立醫院。直至1995年，與婦女兒童醫院合併；原來醫院所在地被改建成住宅。

### 交通

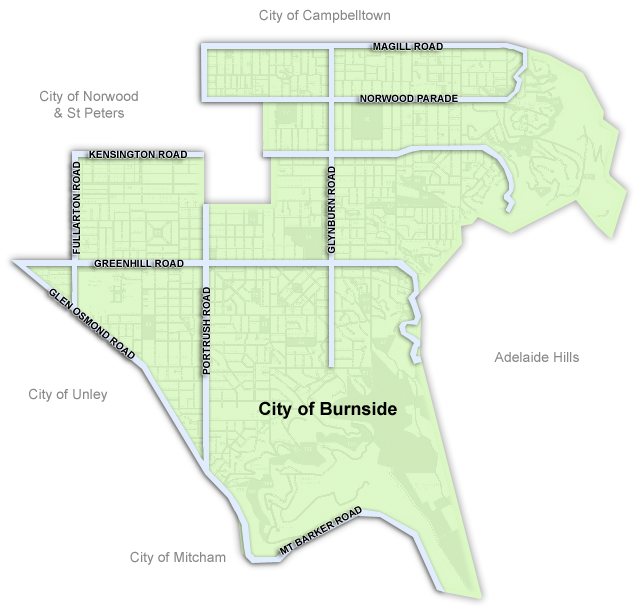
濱世市道路網

早期有馬拉巴士和無軌電車連接濱世及阿德萊德市中心，正正因為有電車和無軌電車，使早期濱世迅速成為熱門的住宅區。不過隨着戰後民間認為電車過慢及耗電，電車服務於五十年代已被取消。
濱世市位處全國貨物運輸的交界，所有來往南澳州及其他州份的貨運服務都會途經此處，是三大主要道路的交匯處；分別是東南公路、己連柯士文道及砵屈殊道。東南公路是通往維多利亞省的主要道路，大部份貨車均會途經此道（1999年前取道白加山道；己連柯士文道通往阿德萊德機場及外港；而砵屈殊道則連接北部工業區、南澳州北部、西澳州及北領地。此外，它們亦充當阿德萊德山的主要通勤動脈，東南公路（阿德萊德至嘉佛士段）在1999年通車、而砵屈殊道亦於2003至2004年間進行改善工程。
市內其他主要通勤道路包括：東西走向的京盛敦道、墨喬道及青山道；以及南北走向的堅濱道及富來頓道，兩條道路都大大紓緩已飽和的砵屈殊道擠塞情況。由於這數條道路都是全國貨物運輸的必經之路，聯邦政府亦因此負責該批道路的維護事宜。市政局亦為此提供建議，包括路邊、行人路、交通標誌等保養事務。
大部份濱世居民都駕駛汽車通勤上班；64.3％居民為駕駛人士、5.6％為乘客。5.8%居民乘搭阿德萊德交通巴士；1.2%騎單車、2.3%步行。越來越多居民不再駕駛汽車通勤，在1996至2001年間，其比例亦高於阿德萊德其他地區。有38%家庭擁有一輛汽車、26.8%家庭擁有兩輛、12.3%家庭擁有三輛或更多的汽車。

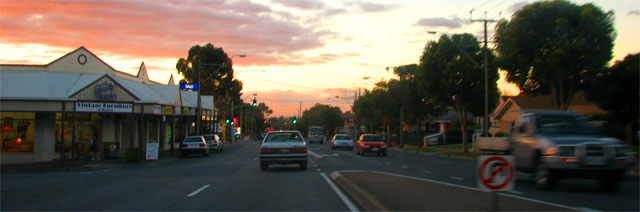
南北走向的砵屈殊道是市內的主要道路

二十世紀中葉，隨着汽車獲市民廣泛使用；居民傾向駕駛汽車通勤，以及來往阿德萊德市中心及附近地區。因此亦開始有一些飛車黨聯群結隊到處飆車，在區內窄路高速行駛；因為濱世市地理位置，居民長期受到嚴重困擾。故此市政局在區內街道設置減速帶令車輛慢駛、甚至封閉部份街道，迫使車輛走迂迴曲折的走線，從而誘使車輛回到主幹道上。

### 公共設施
濱世市與阿德萊德的水、電、媒氣管相連。
南澳電力網絡是濱世市的配電商，大約有十家零售商提供電力服務。濱世透過阿德萊德電網由多倫士島的燃氣電廠獲取電力。而濱世市食水由阿德萊德地區水塘提供，包括寶德水塘及快活谷水塘、米邦加水塘、米埔溪水塘、希望谷水庫、柏立仔水塘、南柏立水塘，甚至從更遠的美利河抽水。
市政局公共設施維修處及車廠設於濱世的堅濱道。

## 外部連結
- City of Burnside community profile
- City of Burnside
  - Burnside street names and origins

34°56′S 138°40′E / 34.933°S 138.667°E